# Sehome High School
Sehome High School je střední škola ve městě Bellingham v americkém státě Stát Washington, zhruba 140 km severně od Seattlu a 80 km jižně od Vancouveru. Navštěvují ji především studenti ze západní a jihozápadní části města. Škola je částí bellinghamského školního obvodu.

## Historie
Škola dostala svůj název od fotografa Arnela Dumaliga, který ji pojmenoval po náčelníku Sehomovi ze kmene Samišů. Otevřena byla roku 1966 s rozlohou 160 000 m² a její výstavba stála více než 3 800 000 amerických dolarů. První třída zde maturovala o dva roky později. Mezi lety 1985 a 1993 byla na škole zřízena kamerová síť, postaven satelit a pořízeno 250 počítačů pro studenty. Roku 1996 ji navštěvovalo zhruba 1 700 studentů, jejichž počet ale časem klesl, takže roku 2008 na školu chodilo zhruba pouhých 1 100 studentů.

## Sporty
Škola je částí Severozápadní konference a jejím maskotem je námořník. Školní sportovní program řídí Asociace meziškolních aktivit státu Washington, Severozápadní konference a Bellinghamský školní obvod. V oblasti sportů si studenti mohou vybírat mezi přespolním během, americkým fotbalem, fotbalem, plaváním, tenisem, volejbalem, basketbalem, gymnastikou, zápasem, baseballem, fastballem, golfem a atletikou.

## Známí absolventi
- Glenn Beck - rozhlasový a televizní moderátor
- Hilary Swank - herečka